# 扎季利西克 (沃洛韋齊區)
48°45′53″N 23°4′3″E / 48.76472°N 23.06750°E
扎季利西克（烏克蘭語：Задільське），是烏克蘭西部的村莊，隸屬外喀爾巴阡州的穆卡切沃區。該村面積0.77平方公里，海拔高度459米，2001年人口415，人口密度每平方公里541.78人。